# Aléxia Castilhos
Aléxia Taís Willrich Castilhos (Porto Alegre, 13 de febrero de 1995) es una deportista brasileña que compite en judo.
Ganó dos medallas en los Juegos Panamericanos, bronce en 2019 y plata en 2023, y una medalla de bronce en el Campeonato Panamericano de Judo de 2018.

## Palmarés internacional
| Juegos Panamericanos    | Juegos Panamericanos  | Juegos Panamericanos | Juegos Panamericanos |
| Año                     | Lugar                 | Medalla              | Categoría            |
| ----------------------- | --------------------- | -------------------- | -------------------- |
| 2019                    | Lima (Perú)           | Medalla de bronce    | –63 kg               |
| 2023                    | Santiago (Chile)      | Medalla de plata     | Equipo mixto         |
| Campeonato Panamericano |                       |                      |                      |
| Año                     | Lugar                 | Medalla              | Categoría            |
| 2018                    | San José (Costa Rica) | Medalla de bronce    | –63 kg               |